# Rose DeWitt Bukater
Rose DeWitt Bukater, conosciuta anche come Rose Dawson e Rose Calvert, è un personaggio immaginario, protagonista del colossal cinematografico Titanic del 1997, creato da James Cameron. Il personaggio è stato interpretato da Kate Winslet (da giovane) e Gloria Stuart (da anziana).
Nel 1912, Rose era una socialite americana di 17 anni di Filadelfia, che è costretta a fidanzarsi con il trentenne magnate Caledon "Cal" Hockley in modo che lei e sua madre, Ruth DeWitt Bukater, possano mantenere il loro status di alta classe dopo che la morte di suo padre ha lasciato la famiglia piena di debiti. Rose sale a bordo del Titanic con Cal e Ruth come passeggeri di prima classe. Tuttavia, durante il viaggio lei e il passeggero di terza classe Jack Dawson si innamorarono. Il viaggio si concluse bruscamente quando la nave ebbe una collisione con un iceberg e affondò. Rose sopravvisse al terribile naufragio, ma Jack morì, e sposò in seguito un uomo di nome Calvert, con cui ha avuto due figli e una nipote, Elizabeth "Lizzy" Calvert.

## Biografia del personaggio
Rose nacque il 5 aprile 1895 a Filadelfia, figlia di un membro di spicco dell'alta società della Pennsylvania, e di Ruth DeWitt Bukater (Frances Fisher).
Dopo l’allontanamento di suo padre, Rose e sua madre furono sommerse da un'enorme scia di debiti, compromettendo la loro prestigiosa posizione sociale e la loro sopravvivenza, ritrovandosi praticamente rovinate. L'unica soluzione fu un fidanzamento indesiderato ideato dalla madre Ruth con Caledon Hockley (Billy Zane), erede di un'enorme fortuna siderurgica di Pittsburgh, un uomo arrogante e snob che non ama. Lo scopo finale infatti è quello di impostare un matrimonio combinato, per salvare il prestigio familiare.
Mercoledì 10 aprile 1912, quando aveva 17 anni, si imbarcò nel viaggio inaugurale del lussuoso transatlantico RMS Titanic con sua madre, la sua cameriera Trudy Bolt, Cal e il suo maggiordomo, Spicer Lovejoy (David Warner), diretti per gli Stati Uniti dopo un viaggio in Europa.
Una volta a bordo del Titanic, Caledon consegna alla giovane Rose il suo regalo di nozze, uno dei diamanti più grandi e preziosi del mondo, che è stato indossato da Luigi XVI: il Cuore dell'oceano. Rose rimase incantata da questo bellissimo gioiello blu, sebbene rimanga indecisa quando il suo fidanzato le ha chiesto di aprirsi con lui, per dimostrargli che lo ama.
Trovandosi intrappolata in una situazione e in un futuro che non voleva, Rose contempla il suicidio quando tenta di tuffarsi in mare dal Titanic in una notte fredda. Nel tentativo di uccidersi, finisce per incontrare Jack Dawson (Leonardo DiCaprio), un giovane artista di terza classe che la convince a ripensarci e a non saltare. Tuttavia, Rose scivola e quasi cade nelle acque del Nord Atlantico, ma viene salvata grazie all'aiuto di Jack, che le permette di tornare a bordo della nave; ma, nel momento in cui è salva, le autorità di bordo, allertate dalle urla della ragazza, vedono una scena confusa, credendo che Jack abbia tentato di abusare sessualmente di lei e lo arrestano.
L'intervento di Rose, giustificandosi dicendo semplicemente di essersi sporta per vedere le eliche, salva Jack dall'arresto e, come ringraziamento, lo invitano a condividere la cena con loro e a raccontare la sua impresa. Jack entra così nella vita di Rose e finisce gradualmente per innamorarsi di lui; Jack chiede a Rose di incontrarsi all'orologio della Grande Scalinata e Jack la porta ad "una vera festa" dove suonano musica divertente e tutti ballano ma Caledon manda il suo scagnozzo, che scende nella zona di terza classe e la scopre alla festa, così Caledon e sua madre le proibiscono di stare con Jack, perché se Rose non sposa Cal, cadranno nella miseria. D'altra parte, Hockley, che sospetta una relazione tra la sua fidanzata e il suo salvatore, la minaccia ricordandole che è la sua fidanzata e gli deve obbedienza. Rose inizialmente ascolterà sua madre e Cal ignorando Jack, ma lui le confessa il suo amore e le assicura che capisce che lei decide di lasciarlo, dal momento che non ha futuro da offrirle.

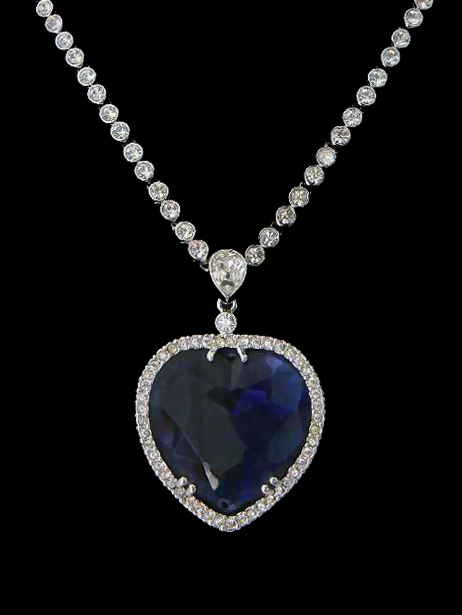
Replica del diamante, il Cuore dell'oceano, basato sul famoso diamante Hope.

Dopo aver realizzato che sua madre e il suo fidanzato volevano renderla prigioniera di una vita opprimente, riflette e si rende conto che, sebbene Jack fosse povero, era la persona più umana e degna del suo amore, decide quindi di cercarlo e lo trova sulla punta della prua della nave, dove i due si scambiano il primo bacio al tramonto del 14 aprile. Quindi, Rose lo porta nella sua cabina e gli chiede di disegnarla nuda indossando solo il Cuore dell'oceano che Caledon le ha regalato. Una volta terminato il disegno, Rose chiede a Jack di tenere il diamante nella cassaforte assieme ad un biglietto beffardo rivolto a Cal. Subito dopo, Lovejoy giunge in cabina e loro scappano, venendo inseguiti dal maggiordomo.
I giovani scendono nella stiva della nave e arrivano nella sezione postale, dove si rifugiano nell'auto Renault, dove si lasciano trasportare dalla loro passione e si concedono l'uno all'altra. Salendo sul ponte, Rose assicura a Jack che quando arriveranno a New York scapperà con lui. Poco dopo, assistono alla collisione della nave con un iceberg, che danneggia gravemente lo scafo del transatlantico. Intanto Caledon scopre il disegno che Jack ha fatto di Rose, e decide di vendicarsi accusandolo di aver rubato il Cuore dell'oceano, mettendo il diamante nella tasca di Jack. Rose, giunta con il ragazzo in cabina afferma, quando egli viene accusato e arrestato, che non può essere stato lui, dato che era sempre con lei, ma Caledon ha detto che forse lo ha rubato mentre si stava rivestendo. La convince a credere in lui e la polizia della nave lo arresta, ammanettandolo nelle stanze inferiori della nave. Subito dopo Cal, infuriato con lei, la schiaffeggia.
Mentre le scialuppe di salvataggio iniziano a essere messe in mare, Ruth e Caledon portano Rose sul ponte per salire a bordo di una delle scialuppe. Dopo il commento di Ruth che spera che le barche non siano "troppo affollate", Rose rimprovera la madre, dicendo che l'acqua è gelida e ci sono abbastanza scialuppe solo per la metà della gente a bordo, e che l'altra metà sarebbe morta. Mentre Cal dice che la "metà superiore" si salverebbe e finge di essere dispiaciuto che Rose non abbia ricevuto il disegno, poiché l'indomani varrebbe molto di più. Rose, disgustata da Cal, si rende conto che l'uomo della sua vita è in pericolo e corre a cercarlo, abbandonando la madre, salita su una delle scialuppe e sputando in faccia a Cal, che cercava di trattenerla. Dopo aver trovato Jack e aver tentato di chiedere aiuto, trova un'accetta di emergenza e libera il suo amato. Ora, Jack e Rose devono lottare per trovare una via d'uscita, ma scoprono di essere rinchiusi in terza classe con altri passeggeri. Jack, insieme ai suoi due amici, rompe il cancello che li imprigiona, usando una panchina.
Una volta arrivati sul ponte, Caledon e Jack cercano di convincere Rose a salire su una scialuppa, ma rendendosi conto che non può lasciare Jack, salta sulla nave e lo trova sulla scala di prima classe. Arrabbiato, Caledon prende la pistola di Lovejoy e insegue i due nella sala da pranzo di prima classe. Una volta esaurite le munizioni, si rende conto di aver accidentalmente messo il suo diamante nel cappotto che ha dato a Rose, ridendo istericamente. Poco dopo, risalito sul ponte, vede una bambina e la va a prendere, fingendo di essere suo padre, così lo lasciano salire su una delle uniche due scialuppe rimaste sulla nave. Quando Jack e Rose risalgono sul ponte, ormai senza più scialuppe, decidono di rimanere sulla nave il più a lungo possibile, dirigendosi verso la poppa. Alla fine, la nave si sfascia e inizia la sua discesa finale, trascinando tutti nelle gelide acque del Nord Atlantico. Jack e Rose vengono separati sott'acqua, ma si riuniscono rapidamente.
Mentre più di mille persone muoiono per annegamento o ipotermia, Jack aiuta Rose a salire su una porta di legno staccatosi dalla nave, ma non riesce a salire con lei, resta al fianco della sua amata e le fa promettere di non arrendersi mai, qualunque cosa accada, e di lottare sempre per sopravvivere. Più tardi, quando il quinto ufficiale Harold Lowe (Ioan Gruffudd) ritorna con la scialuppa n. 14 per salvare le persone in acqua, Rose cerca di avvisare Jack, ma si rende conto che è morto di ipotermia a causa dell'acqua gelata. Perde ogni speranza e preferisce restare con Jack fino a morire, ma ricorda la promessa del ragazzo e inizia a chiamare Lowe mentre la barca si allontana; Lowe, tuttavia, non riesce a sentire le sue urla.
Mantenendo la sua promessa, toglie la mano di Jack dalla sua, dandogli un ultimo bacio e lasciando che il suo corpo scompaia nell'oceano. Gettandosi in acqua, prende il fischietto dal cadavere dell'ufficiale capo Henry Tingle Wilde e soffia in modo che quelli della scialuppa si accorgano di lei e tornano per raccoglierla; vengono salvate solo altre sei persone, inclusa lei. A bordo del Carpathia, la nave che ha raccolto i sopravvissuti, Rose vede Caledon cercarla tra i sopravvissuti di terza classe. Nascosta nella sua coperta, gli impedisce di vederla. Questa è l'ultima volta che Rose vede Caledon. Non trovandola, deduce che sia morta nel naufragio. Quando il Carpathia arriva a New York, Rose si registra come "Rose Dawson" e presumibilmente inizia la propria vita.
Da quel momento in poi sarà lei a prendere in mano le redini della propria vita, sentendosi libera e facendo tutte le cose che aveva promesso a Jack che un giorno avrebbero fatto. Durante gli anni, Rose divenne un'attrice e sposò un uomo con il cognome Calvert ed entrambi si trasferirono e stabilirsi a Cedar Rapids. Più tardi, Rose scopre dai giornali che l'incidente del 1929 ha colpito gli affari dell'ex fidanzato, Caledon Hockley, portandolo a suicidarsi.
84 anni dopo, nel 1996, mentre guarda la televisione, Rose scopre che il suo disegno di Jack è stato trovato da un cacciatore di tesori, Brock Lovett, alla ricerca del "Cuore dell'oceano" che lei chiama per dirgli che lei è "la donna del ritratto". Già sulla Akademik Mstislav Keldyš, la nave dove lavora Lovett, Rose racconta la sua storia. Commosso, Brock rinuncia a continuare la ricerca del diamante. Dopo aver completato il racconto, l'anziana Rose cammina da sola lungo il ponte di poppa della Kéldysh. Dopo aver scalato la ringhiera, viene rivelato che Rose possiede ancora il Cuore dell'oceano e lo getta in mare, affinché si unisca agli altri resti dell'evento più importante della sua vita, avendo mantenuto la promessa fatta a Jack di non arrendersi mai.
Nell’ultima scena del film Rose viene vista addormentata nella cabina della nave e vengono mostrate fotografie che mostrano i risultati che ha ottenuto nel corso della sua vita dopo il disastro del Titanic, ossia una vita avventurosa ispirata a Jack. Nel sogno, tornata giovane, percorre i corridoi fino a raggiungere la scala di prima classe, dove viene accolta con gioia da tutti coloro che sono morti nel naufragio. Quando finalmente trova Jack, la coppia si bacia e tutti applaudono mentre il film volge al termine.

## Caratterizzazione
Intelligente, composta e bella, fin da giovanissima Rose fu sempre educata e formata per essere tutto ciò che ci si aspettava da una giovane donna dell'alta società, avendo un'educazione rigorosa tipica dell'epoca edoardiana. Tuttavia, a volte era spensierata e non si tirava indietro da abitudini maleducate, come intrufolarsi in terza classe con Jack a bere birra, ballando tra i passeggeri e rivisitando la natura oppressiva di Cal, sputandogli in faccia a un certo punto del film. James Cameron descrisse il personaggio come "un tipo alla Audrey Hepburn". Il regista ha detto di essersi parzialmente ispirato sulla storia vera di Beatrice Wood, una ceramista americana di successo.
Rose era molto pessimista sul suo futuro prima di incontrare Jack, a causa della vita di prima classe in cui era stata trascinata da Cal e Ruth. Si era convinta che suicidarsi gettandosi dalla nave fosse l'unico modo per sfuggire alla sua vita di tortura in prima classe con un uomo che non le piaceva. Ma man mano che il film procede trova gioia nella vita, diventa più avventurosa e fa di tutto per diventare più indipendente. Introversa, sensibile, artistica, intuitiva, consapevole di sé e spesso introspettiva, Rose era profondamente in contatto con le sue emozioni e apprezzava la libertà personale sopra ogni altra cosa, in cerca di una propria identità, evidente nel suo spirito ribelle e nel suo disprezzo per le norme sociali, come nella sua sfida al ricco e oppressivo fidanzato Cal. Winslet ha detto del suo personaggio: "Ha molto da dare e ha un cuore molto aperto. E vuole esplorare e avventurarsi nel mondo, ma sente che ciò non accadrà". Aveva un occhio attento nell'individuare i talenti di Pablo Picasso e Claude Monet, che all'epoca erano sconosciuti, ed era istruita, avendo conoscenza delle ricerche di Sigmund Freud. Era anche passionale, in particolare nei suoi sentimenti romantici verso Jack, e incredibilmente coraggiosa, salvando da sola Jack da morte certa nonostante il rischio di annegare anche lei. Anche l'ampio guardaroba della giovane Rose, composto da 13 costumi differenti, ne rispecchia appieno la sua condizione soffocante e la sua evoluzione, ritraendo il suo spirito indipendente e anticonvenzionale. Inizialmente, il personaggio indossa vestiti dai colori audaci e teneva sempre i capelli raccolti, con un fermacapelli a forma di farfalla, mentre per tutto il secondo tempo tiene i capelli sciolti e indossa un abito di chiffon color lavanda pallido, che rappresenta la sua parte spirituale.
Rose presenta molte somiglianze con alcune principesse Disney, in particolare Ariel (La sirenetta), Belle (La bella e la bestia) e Jasmine (Aladdin), ritratte come prigioniere di una società soffocante, in lotta da pregiudizi, desiderose di esplorare, considerate come dei "premi da vincere" dai propri pretendenti e che compiono il cosiddetto "viaggio dell'eroina".

## Concezione e sviluppo
Gwyneth Paltrow, Winona Ryder, Gabrielle Anwar, Reese Witherspoon e Claire Danes furono prese in considerazione per il ruolo di Rose da giovane. Nonostante lo scetticismo di James Cameron, Kate Winslet ottenne comunque la parte e, dopo aver fatto un provino con Leonardo DiCaprio (scelto per la parte di Jack Dawson), mandò al regista una rosa con un biglietto firmato "Dalla vostra Rose" e gli fece pressioni per telefono. Alla fine, la perseveranza e il talento di Winslet convinsero Cameron a sceglierla per il ruolo. Cameron ha detto che Winslet "aveva la cosa che cerchi" e che c'era "una qualità nel suo viso, nei suoi occhi" che sapeva che le persone sarebbero state pronte ad andare lontano con lei. Per rendere il personaggio unico, Winslet si tinse i suoi capelli biondi in rossi.
Riguardo al casting di Gloria Stuart, Cameron ha dichiarato: "Il mia direttrice del casting l'ha trovata. È stata mandata in missione per trovare attrici in pensione dell'Età dell'Oro degli anni Trenta e Quaranta". Cameron affermò di non sapere chi fosse Stuart, ma dopo averla conosciuta ha detto che "Era così presa, così lucida, e aveva un così grande spirito. Ho visto la connessione tra il suo spirito e lo spirito di Winslet."
Kate Winslet e Gloria Stuart sono state entrambe candidate al Golden Globe nel 1998 e al Premio Oscar nello stesso anno per aver interpretato lo stesso personaggio, due primati nella storia del cinema.